# Phyllodromica donskoffi
Phyllodromica donskoffi är en kackerlacksart som beskrevs av Failla och Andre Messina 1989. Phyllodromica donskoffi ingår i släktet Phyllodromica och familjen småkackerlackor.
Artens utbredningsområde är Algeriet. Inga underarter finns listade i Catalogue of Life.